# Charles Perceval (2e baron Arden)
Charles George Perceval, 2e baron Arden, né le 1er octobre 1756 et mort le 5 juillet 1840, est un homme politique britannique, Master of the Mint (en) de 1801 à 1802.